# Gecarcinus lateralis
Gecarcinus lateralis – gatunek kraba z rodzaju Gecarcinus, należący do rodziny Gecarcinidae.
Kraby z gatunku Gecarcinus lateralis występują na Bermudach, Florydzie, w Ameryce Centralnej, Gujanie, Meksyku i Peru. Jest krabem lądowym, może występować do 100 km od morza, w wodzie zanurza się sporadycznie. Jest zwierzęciem bardzo agresywnym i terytorialnym. 
Kraby te żywią się bananami, papryką, ryżem, ziarnami kawy, orzechami ziemnymi itp.
Krab posiada pomarańczowy pancerz, odnóża i szczypce z czarną plamą w górnej części karapaksu, często występują białawe przebarwienia.